# La Comtesse sanglante
 (septembre 2021).
- Si vous ne connaissez pas le sujet, laissez ce bandeau (vous pouvez alors contacter les auteurs).
- Si vous supprimez le contenu mis en cause (vous pouvez préalablement contacter les auteurs),

argumentez précisément cette suppression dans la page de discussion
(un manque de référence n'est pas un argument ; une recherche réelle de référence doit avoir été effectuée, être formellement documentée).
La Comtesse sanglante est un roman de Valentine Penrose publié en 1962. Dans ce texte, Valentine Penrose raconte, en se basant sur la retranscription du procès, l'histoire d'Erzsébeth de Bathory, comtesse hongroise du XVIe siècle. Elle y relate, de façon macabre et en mêlant le réel et l'imaginaire, les meurtres de jeunes filles auxquels Erzsébeth Báthory a pris part et dont elle a été l'instigatrice.

## Résumé partiel

### Début du roman
Le début du roman retrace tout l’historique d’Erzsébet Bathory en tant que femme, mais également celle de sa famille et de ses ancêtres qui l’ont précédée. Entre autres, Il est question de cette longue lignée familiale venue de la Transylvanie et de la Hongrie. Valentine Penrose fait référence à une des branches de la famille des Bathory, celle des Ecsed, comme étant « tarés, cruels et luxurieux, fantasques et courageux ». Le roman met également en scène, Ferencz, son mari, qui est très respecté à travers toute la Hongrie pour ses exploits politiques. On évoque également sa belle-mère, Orsolya, qui veut fait d’Erzsébet une dame aussi respectée avec des protocoles qui l’étouffent et qui semblent l’isoler au fil du temps. L’histoire nous introduit également à l’entourage d’Erzsébet ainsi que son mode de vie au quotidien.

#### Chapitre 1[3]
L’auteur nous présente une perception historique sur Erzsébet Bathory : d’où elle vient, qui elle est, de qui elle descend. Il est décrit qu’elle a environ 25 ans, même si on ne connaît pas son âge exact. Elle aurait teint ses cheveux en blond, alors que ses cheveux sont châtains noirs. Penrose évoque également que c’était une époque qui était déjà en mauvais état avec les assassinats de rois, reines et la royauté en général. Cependant, ce n’était pas le cas avec Erzsébet à cause des circonstances ésotériques qui entoureraient la comtesse. Bien qu’il ne soit pas tout de suite question de son mari, il est déjà évoqué qu’il aurait probablement peur d’elle et de son teint de vampire. La question des astres semblent très importants pour expliquer les circonstances de sa naissance.

#### Chapitre 2[4]
Il est question de l’historique des croyances de la Hongrie dans ces temps-là. Erzsébet a une sorcière qui est à son service et elle, elle serait le vampire. Penrose évoque Jean Le Laboureur, qui écrit sur ses voyages dans les pays de l’Europe de l’Est en les décrivant avec beaucoup de violence dans certains petits villages et beaucoup de légendes sur les vampires. Il est également question des réformes religieuses de Martin Luther et de l’opposition entre la religion catholique et protestante. Le chapitre se clôture sur la Hongrie du 16e siècle qui est encore dans un système féodal.

#### Chapitre 3[5]
Dans ce troisième chapitre, il est question des châteaux de la Hongrie ainsi que de la vie de son mari, Nadasdy. Il est expliqué pourquoi le château de Csejthe est son préféré : parce qu’il étouffe les bruits, qu’il a des allures sauvages, lugubres et que les salles sont basses. On parle également de comment les caves des châteaux étaient toujours immenses et qu’ils étaient surtout utilisés comme celliers. Quant au mari d’Erzsébet, il se soucie peu de ce que peut faire sa femme de ses servantes. Après l’historique familial d’Erzsébet, il est question de celui de Nadasdy et surtout, de sa mère Orsolya, qui semble étouffer la comtesse. Erzsébet ne l’apprécie pas vraiment parce qu’elle ne se sent pas aussi libre que chez elle. L’auteur fait également un contraste avec la famille d’Erzsébett avec sa lignée tourmentée.

#### Chapitre 4[6]
Après la vie avant et après le mariage, il est question de sa vie pendant. L’union de la comtesse et Ferencz n’est pas très extraordinaire et il y a peu de documentations sur le sujet. Il est seulement mentionné que ce sont les deux familles les plus influentes de la Hongrie. Erzsébet s’ennuie de son château de Csejthe et sa belle-mère est toujours sur ses talons. Elle s’ennuie lorsque son mari est absent et elle décide de se trouver d’autres occupations avec les servantes. On y mentionne pour la première fois Dorko, qui est son valet. Il est décrit comme un gnome, laid. Il est capable de faire entrer les filles dans le château sans problème et il le fait pour se venger des gens qui se moquaient de sa laideur. Il est également mention de son autre grande complice, Jo Ilona, qui est méchante et laide, selon les dires. Ce chapitre marque également la mort de Ferencz et les premiers soupçons de Ponikenus qui a tenté une première fois de mettre la lumière sur ces événements. Cependant, il ne nuit plus à Erzsébet jusqu’au procès.

### Milieu du roman
Après la mort de son mari, c’est à ce moment que les choses commencent à devenir plus sombres. Si les rumeurs entourant Erzsébet courent déjà à travers les régions qu’elle visite, les choses ne s’améliorent pas pour elle. La Comtesse démontre davantage de fermeté envers son personnel et elle développe cette obsession de rester jeune et de garder son teint de jeunesse. Valentine Penrose décrit ensuite les châteaux et l’ambiance sombre qui y régnait, tout en accentuant l’obsession d’Erzsébet envers les jeunes filles ainsi que son désir de vengeance contre elles à cause de leur beauté et leur jeunesse.

#### Chapitre 5[7]
Pour la première fois du roman, Penrose mentionne finalement la légende à propos des bains de sang et des grands banquets d’Ezsrébet. Il est montré dans ce chapitre qu’elle est de plus en plus dure avec son personnel. C’est également le début de la mention de l’obsession de rester jeune et toute la question de la jeunesse dans la vie de la comtesse. Il y a également des témoignages historiques qui n’ont aucune référence.

#### Chapitre 6[8]
On met l’accent sur la description du château avec l’ambiance et les peintures qui s’y trouvent. L’obsession d’Erzsébet envers les jeunes femmes pour leur beauté et leur jeunesse est encore plus intense et se poursuit tout au long de ce chapitre.

#### Chapitre 7[9]
L'auteure parle de la force dynamisante originelle d'Eros. Elle mentionne plusieurs pierres précieuses, plantes et objets insolites, leurs fonctions de sorcellerie ou de guérison, de Prague à Vienne en passant par l'Orient dont l`amulette en forme de serpent que possède Erzsébet Báthory. La fille aînée de la comtesse, Anna, se marie à la suite de la mort de son père et son autre fille, Katherine, se fiance à un grand seigneur. La comtesse continue ses exercices de torture dans sa carriole-même, en chemin vers des villes, avec l'aide de ses servantes fidèles dans la cruauté. La comtesse se rend à Presbourg et est accueillie par des chants du peuple fasciné alors que ses servantes lui trouvent de nouvelles proies et de nouveaux terriers.

#### Chapitre 8[10]
La routine de la comtesse débute sur une chasse après un petit-déjeuner. Judith Thurzò épouse un seigneur de Haute-Hongrie et la comtesse est invitée par György Thurzò aux festivités et commence à douter des accusations qui sont formulées au sujet de la comtesse. Sur le chemin de retour à Bisce, la comtesse s'en prend dans la calèche à une nouvelle victime par le moyen de la morsure. Les rumeurs s'accentuent ainsi dans les villages de la Haute-Hongrie. À Pistyàn, Erzsébet prend un bain d'eaux et de boues chaudes pour soigner ses maux et maintenir sa jeune splendeur. Sa fille, Anna, et son époux, expriment le souhait de se baigner à Pistyàn. Ils sont invités par la comtesse, qui reste embarrassée de cet imprévu. Cette fois-ci, Dorkò a plus de difficultés à trouver des fosses pour les nouvelles victimes décédées de la comtesse.

### Fin du roman

#### Chapitre 9[11]
La révolte éclate en Hongrie et menace la comtesse ainsi que sa descendance. Sa vie dans son château de Csejthe devient de plus en plus ardue et elle passe son temps à demander et chercher de l'argent autour d'elle. Petit à petit, ses crimes évoluent de châtiment en torture dont la fin est en elle-même la torture et la mort. C'est une nouvelle magicienne, Darvulia, qui initie la comtesse à toutes les cruautés qui s'ensuivent. À la suite d'une visite au duc de Brunswick, Erzsébet commande une «vierge de fer », nouvel instrument de torture, à l'horloger de Dolna Krupa. Mais la comtesse finit par s'en lasser car cette machine cruelle faisait tout le travail qui lui était destiné.

#### Chapitre 10[12]
L'auteure compare Gilles de Rai et Erzsébet Báthory qui se ressemblent à plusieurs niveaux et surtout à travers la difficulté qu'ils ont eue, vers la fin de leurs ravages, à trouver des victimes à leur goût. L’un des éléments qui les distingue est le procédé du procès de chacun. Une autre différence est la sauvagerie qui imprègne Erzsébet et le silence qu'elle maintient au sein de son exercice de torture.

#### Chapitre 11[13]
La comtesse cherche à remédier aux premiers signes de la vieillesse qui s'imposent à son corps avec la sorcière Majorova. Les nouvelles victimes de la comtesse doivent à présent être de sang noble. 25 filles meurent en moins d'une semaine. Erzsébet redoute Noël qui approche et demande à la sorcière de lui concocter un gâteau pour lancer un maléfice contre ceux qui la poursuivent, entre autres le roi Mathias et Thurzò. Cependant, à Noël, personne ne touche à la pâtisserie. Après Noël, le parlement s'occupe de l'affaire des accusations adressées à la comtesse. L'une de ses dernières victimes, Doricza, est retrouvée par Thurzò qui refuse pourtant de faire parler la comtesse dans son procès. Le procès donne la parole à ceux qui ont participé directement ou indirectement au crime et conduit à leur exécution. Quant à Erzsébet, elle est condamnée à la prison dans sa demeure de Csejthe pour conserver l'honneur de cette famille. Elle meurt finalement le 21 août 1614.

## Contexte historique

### Contexte historique de la Hongrie féodale

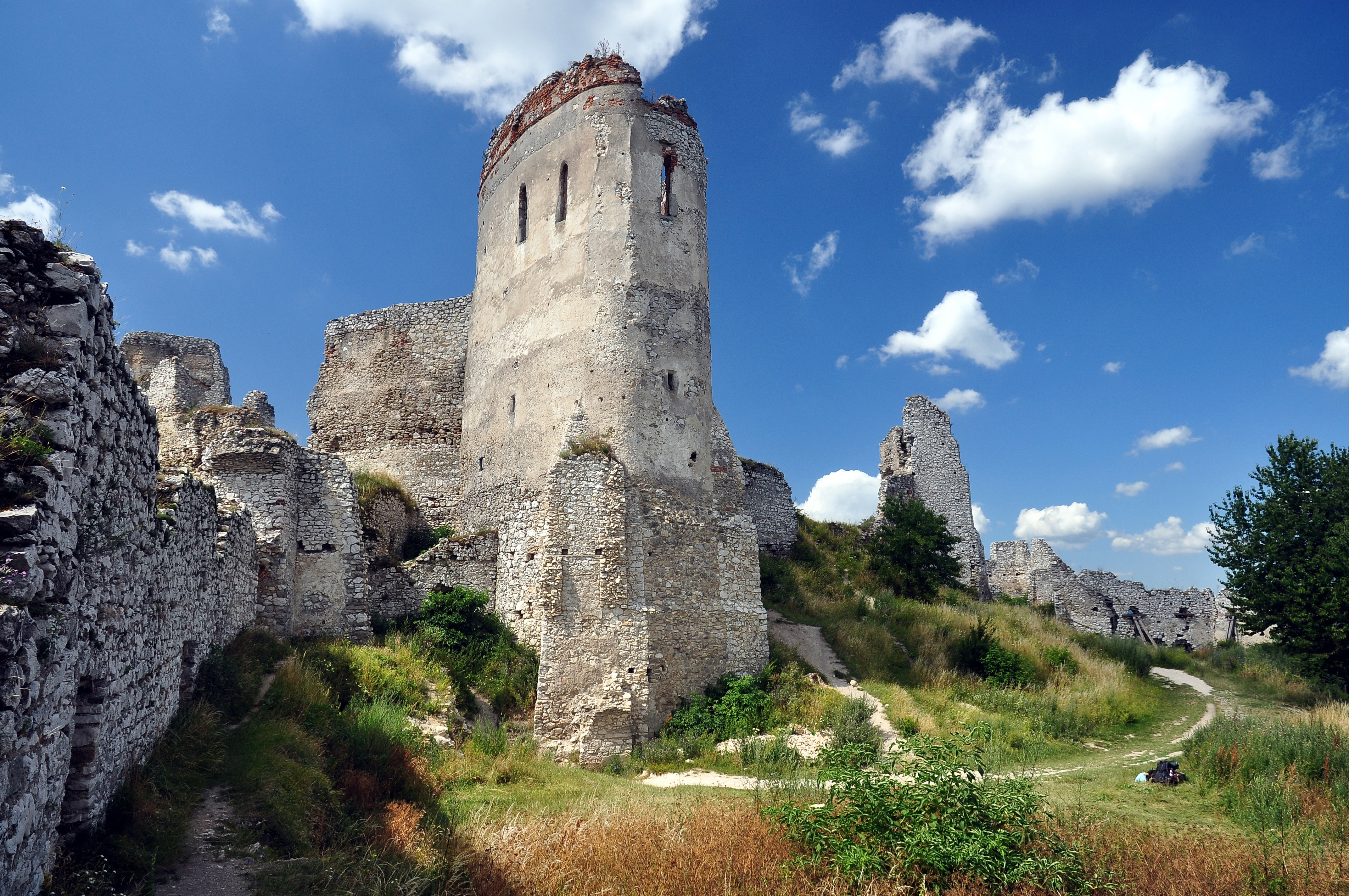
Ruines du château de Čachtice.

La Hongrie féodale (XVIe siècle) était une époque de chaos. Les divisions internes, se manifestant en guerres, la recherche permanente du pouvoir entre les différents groupes ethniques et les rapports difficiles entre nobles et villageois constituent l’état d’esprit dans lequel plusieurs personnages historiques ont baigné depuis l’enfance. C’est le cas d’Erzsébet Báthory, comtesse de Cjsethe. Cette figure est une des représentantes et descendantes de l’une des plus illustres famille de Transylvanie. Celle-ci a, dans ses ancêtres, des princes et d’autres gens d’importances, dont la réputation les précède : « Zsigmond qu’on a vu montrer sur le trône [de Transylvanie] et le perdre cinq fois fut vilipendé à cause de son inconstance; le jeune et séduisant Gabor à cause de ses frasques. » Ces différents éléments contextuels et familiaux ont sûrement inspiré Valentine Penrose lors de l’écriture de son roman, puisqu’elle en fait la démonstration dans son œuvre, dès les premières pages qui agissent à titre de « prologue ».

#### Contexte géopolitique
La Hongrie du XVIe siècle est en guerre interne : les Ottomans, sous l’égide de Soliman 1er, règnent sur la Hongrie, alors que la famille royale des Habsbourg, sous le commandement de Ferdinand 1er, et János Szapolyai (qui deviendra, à la suite de l’adhésion de la Transylvanie à la Hongrie, Jean 1er de Hongrie), prince de la Transylvanie, tentent de conquérir une partie du territoire qu’ils détiennent.
En 1535, Jean 1er de Hongrie tente de réunifier les différents royaumes qui organisent le pays, en proposant un traité de paix. En 1538, il fait une entente secrète avec Ferdinand 1er, en signant le « Traité secret de Varád ». Cependant, cela n’empêche par les deux hommes de vouloir s’attirer les faveurs de Soliman 1er, pour consolider leurs alliances respectives. En effet, Jean 1er de Hongrie se rapproche énormément du sultan, empêchant la famille royale des Habsbourg d’établir un lien privilégié avec celui-ci. Dix jours avant sa mort, Jean 1er de Hongrie contrevient au Traité secret de Varád et conclu une alliance avec le sultan, permettant à sa femme et à son fils, Jean II de Hongrie, une certaine sécurité face à Ferdinand 1er.
Aussi, il y a, à cette époque, une guerre de religion qui se déclenche en France ; Martin Luther fonde sa propre Église et crée une nouvelle branche au christianisme : le protestantisme. Cette explosion, créant un nouveau sous-groupe ecclésiastique, se répercute à travers toute l’Europe, divisant, à l’interne, plusieurs pays, dont la Hongrie, puisqu’on y retrouve des catholiques et des protestants.
Erzsébet Báthory naît en 1560, une vingtaine d’années après ces événements. Le poids historique des conflits a encore des répercussions à son époque, puisque la couronne autrichienne cherche toujours le pouvoir et les guerres de religions pullulent.

##### Contexte socio-historique
La relation entre les villageois et les nobles est déterminée, en grande partie, par la loi du Tripartium. Elle est effective dès 1514, après un soulèvement populaire des paysans contre les nobles. Cette loi se perpétue pendant plus de 300 ans en Hongrie. Elle permet aux nobles de commettre des crimes horribles et sordides envers les paysans, sans subir de conséquences. Ils s’assurent ainsi leur servitude perpétuelle, par peur de représailles verbales ou physiques.
La loi du Tripartium était encore d’actualité à l’époque d’Erzsébet Báthory. Ceci explique peut-être la raison pour laquelle son arrestation fut si longue à effectuer; au départ, la comtesse ne s’en prenait qu’à de jeunes femmes de petites familles sans importance, mais, par la suite, commença à s’intéresser à de jeunes filles de familles nobles. En s’attaquant à des filles d’une classe sociale plus élevée que celle de ses premières victimes, Erzsébet Báthory ne pouvait plus mettre ses actions sous le couvert de la loi Tripartium, ce qui a sûrement éveillé les soupçons sur ses agissements.

## Contextualisation historique du roman
Valentine Penrose présente, dans son roman, différents ouvrages de références qui ont servi à appuyer les éléments de son histoire. Ces faits historiques contextualisent des éléments du roman, donnant une nouvelle version à l’histoire d’Erzsébet Báthory, s’inspirant de cette figure marquante pour écrire son récit.

### Contextualisation géopolitique
On présente, dans le roman, la relation difficile qui s’établit entre les catholiques et les protestants à l'époque de la Hongrie féodale. L’auteure énonce cette mésentente assez tôt dans son récit : « Comme si la Hongrie n’était pas encore assez divisée éclatait, de 1556 à 1572, la réforme de Luther. » L’auteure met de l’avant toute la complexité de la Hongrie féodale, illustrant les tensions géopolitiques qui divisaient grandement l’époque. Cette scission religieuse s'illustre aussi par les relations qu’Erzsébet entretient avec d'autres personnages. On peut le voir avec les idées que l’auteure attribue au personnage de Forgach, cardinal hongrois de l’Église catholique, que rencontre Erzsébet lors du mariage de la fille du palatin Thurzó : « Forgach, d’ailleurs, détestait aussi Erzsébet parce qu’elle était protestante, et parce qu’on disait qu’elle s’adonnait à la sorcellerie. » Le personnage d’Erzsébet est méprisée à cause de sa religion, ce qui témoigne de la tension qui existait à l’époque entre les différents groupes religieux. Cependant, elle est aussi ostracisée par sa condition de femme pratiquant la « sorcellerie ».
Valentine Penrose explore la condition féminine dans son œuvre, surtout à travers le personnage d’Erzsébeth Báthory. En effet, elle la présente, après la mort de son mari, comme étant vulnérable face aux différentes menaces qui planent au-dessus d’elle : « […] elle accepta les hommages, prête déjà à défendre son château toute seule, à tout prendre en main.» L’adjectif « toute » accentue le sentiment de solitude que ressent Erzsébet, montrant qu’elle se trouve totalement seule devant l’adversité rurale et royale du pays. Cependant, cette vulnérabilité face à l’« Autre » n’est qu’une façade; Valentine Penrose renverse cette image par le lien qu’elle établit entre Erzsébet et la sorcellerie. En l’associant à l'image de la sorcière, elle en fait une figure subversive et transgressive, qui insinue la peur, devenant la figure dominante face à cet « Autre » : « La sorcellerie n’avait pour elle qu’un but : se préserver de toutes parts. Se préserver de la vieillesse […]; se préserver de l’ennemi qui pourrait faire obstacle à son inlassable poursuite […] ». La sorcellerie est ce qui lui permet de s’élever au-dessus de sa condition de proie pour devenir prédatrice.

### Contextualisation sociohistorique
Valentine Penrose décrit, dans son roman, la relation qui existe entre les nobles et les villageois à l’époque d’Erzsébet Báthory. Celle-ci est difficile et inégale. On peut le voir par une réflexion que fait János Ponikenus, prêtre et ami de la famille Nadasdy et Báthory. Il sera le premier à exposer, par écrit, les actes criminels effectués par la comtesse : « « Il [János Ponikenus] pensait bien la [Erzsébet] connaître, la trouvait sévère, altière et farouche, dure avec ses servantes sans doute; mais qui ne l’était pas ? » L’utilisation du point-virgule avant le « mais » établit un lien entre l’interrogation en fin de phrase et le dernier élément énuméré par le personnage de Ponikenus. On connote fortement le rapport relationnel entre les figures nobles et celles paysannes de la Hongrie féodale, faisant sans doute allusion à la loi du Tripartium, qui établit une manière de conduite entre les deux groupes. Valentine Penrose, par ce truchement, permet aussi d’accentuer le caractère de sa protagoniste; on devine que celle-ci est différente de l’image que le personnage de Ponikenus s’en faisait, laissant supposer qu’elle cache de lourds secrets.

## Personnages

### Description des personnages
- Erzsébet Báthory :
Erzsébet Báthory est la protagoniste principale du roman noir de Valentine Penrose. Elle s’inspire du personnage historique d'Erzsébet Báthory, comtesse de Cjsethe, en Hongrie. Elle est mariée à Ferenc Nadasdy, autre noble à la famille prestigieuse. C’est un personnage féminin complexe, qui est présenté comme ayant des pulsions « sadiques » et faisant acte de sorcellerie avec d’autres figures féminines, comme Jo Illona, Ana Durvulia et Dorottya Szentes. Elle est accusée, en 1611, d’avoir assassiné plus de 200 jeunes filles, tout cela dans le but de rester jeune et belle.Elle est condamnée à être emmurée vivante dans son propre château.
- Ferenc Nadasdy :
Ferenc Nadasdy est le mari d’Erzsébet Báthory. Il meurt au combat en 1603, devenant ainsi un héros national.
- Palatin George Thurzo :
George Thurzo, grand palatin de Hongrie, est un ami de la famille Báthory et Nadasdy. Il est celui chargé de l’investigation sur Erzsébet.
- János Ponikenus :
János Ponikenus est le prêtre principal du comté de Cjsethe. Il est celui qui conserve, par écrit, dans un carnet, les premières « preuves » contre Erzsébet Báthory. Ses doutes commencent à se créer au moment où il enterre, de nuit, plusieurs corps de jeunes femmes, dont les tombes restent anonymes.

#### Complices d'Erzsébet Báthory
- Ana Durvulia :
Ana Durvulia est une sorcière vivant dans la forêt bordant Cjsethe. Elle est une des confidentes d’Erzsébet. Elle est celle qui propose de torturer de jeunes filles nobles pour que la comtesse garde sa jeunesse et sa beauté.
- Jo Illona :
Jo Illona est l’une des plus anciennes servantes et confidentes d’Erzsébet Báthory. Elle a été la gouvernante de ses enfants. Elle a grandement participé aux différentes tortures auxquelles s’adonnaient Erzsébet sur les jeunes villageoises et les jeunes femmes nobles. Elle est accusée de meurtre et de complicité au procès d’Erzsébet Báthory. Elle fut exécutée, tout comme János Ficzkó et Dorrottya Szentes.
- János Ficzkó :
János Ficzkó est un nain qui aida Erzsébet Báthory dans ses assassinats sur de jeunes filles. Il est accusé d’en avoir tué 55.
- Dorrottya Szentes (Dorkó) :
Dorrottya Szentes est l’une des servantes qui a participé aux tortures orchestrées par la comtesse. Elle est accusée d’avoir tué une trentaine de jeunes filles.

### Fictionnalisationdu personnage d'Erzsébet
Le personnage d’Erzsébet Báthory dans le roman de Valentine Penrose s’inspire de celui, historique, d’Erzsébet Báthory, comtesse hongroise qui a vécu, une grande partie de sa vie, au XVIe siècle. Valentine Penrose souhaite montrer « ce gouffre, qu’est l’âme de son effroyable héroïne, sur cette âme obscure, tragique et possédée. » L'auteur reprend des éléments du réels, des éléments d’archives, pour élaborer son récit. Valentine Penrose construit une représentation d’Erzsébet Bathory, à partir d’une matière historique, auquel elle ajoute ou extrapole des caractéristiques plus personnelles, plus littéraires. En réalité, la figure historique d’Erzsébet Bathory ne s'est probablement intéressé qu’à l’herboristerie, étant un des sujets les plus étudié à l’époque de la Hongrie féodale[source insuffisante].
Dans le texte de Valentine Penrose, la sorcellerie est mise en lien avec l’horoscope, plus précisément avec la science des astres. L’auteure lui en crée un, expliquant les événements qui seront explicités dans la suite du récit et qui mèneront la protagoniste principale à vivre son destin : « C’est la Lune, mal affectée par Mars et en néfaste aspect avec Mercure, qui est à l’origine de son sanglant sadisme; et cela en quelque signe cruel comme le Scorpion, sans doute. Avec Mercure, la Lune a produit la folie maniaque, l’embrumement de la conscience, les crises où le désir s’emparait d’elle avec le plus de force. Vénus, à qui elle devait sa sombre beauté, était soit avec Saturne, soit dans un signe de celui-ci, tant étaient grandes son inaptitude à la joie, sa taciturnité et son endurance à souffrir et à faire souffrir. » Valentine Penrose conçoit un destin qui prévoit tout ce que son personnage sera et ne sera pas. L’auteure nous montre que celui-ci était voué à ce destin fatidique, à ses pulsions « sadiennes ». Elle crée un personnage féminin hors normes, plus grand que nature. Elle s’inscrit dans le mouvement du surréalisme par cette exagération de la forme du réel, en fictionnalisant un personnage historique dont l’imaginaire collectif en a fait une figure féminine vorace et sanguinaire. Valentine Penrose esthétise l’horreur et le magnifie à travers le personnage d’Erzsébeth Báthory.

## Analyse

### Structure narrative: l'utilisation de faits historiques pour plus de réalisme
Le roman est d’abord présenté dans une forme simple et classique de narration, comme une autre œuvre littéraire : écrite au passé, divisée en différents chapitres et des paragraphes. Valentine Penrose utilise des éléments historiques, basés sur le procès-verbal de la véritable comtesse Elizabeth Béthory, et consacre un chapitre à son arbre généalogique.

### Présence d'ésotérisme dans le roman
En plus de faire appel à l’histoire, Valentine Penrose aborde dans La Comtesse sanglante une dimension d’ésotérisme et d’occulte. L'ésotérisme et l'occultisme seraient directement liés aux sciences de l'époque de la société dans laquelle on se trouve. Le contexte historique dans lequel le roman de Penrose se trouve est particulier, dans un pays comme la Hongrie et la Transylvanie, par exemple. La Transylvanie étant souvent référée aux créatures mythiques comme les vampires dont il sera question dans la prochaine section. Pour ce qui est de l’ésotérisme et de la dimension plus fantastique du roman, rien que pour parler du blason, les armureries des Bathory, il est question de la figure mythique du dragon, mais également ces « animaux fabuleux ». comme le « loup, le dragon, le vampire et la sorcière [...] » Il est également question de « cercles d’arbres sacrés, de chênes et de noyers féconds [où] se célébraient encore secrètement d’anciens cultes du soleil et de la lune, de l’aurore, et du cheval noir de la nuit. » C’est donc dans une dimension plus fantastique que Penrose écrit La Comtesse sanglante. Dans ces mêmes pages du début, elle aborde également la question de la divination qui est toujours pratiquée dans le monde où le livre se passe. La divination étant un art pour connaître ce qui peut être caché et pour prédire l'avenir, il est intéressant de voir sa place dans le roman et dans l'histoire d'Erzsébet qui se lie souvent à des sorcières, comme Marjova, qui « prédisait aux jeunes filles leur avenir sentimental [...] ».

#### La figure de la sorcière et du vampire
Si la présence de l'ésotérisme est déjà très marquée dans le livre, elle l'est surtout par celles de deux figures qui relèvent davantage du fantastique et du surnaturel : la sorcière et le vampire, au féminin.

##### La figure de la sorcière

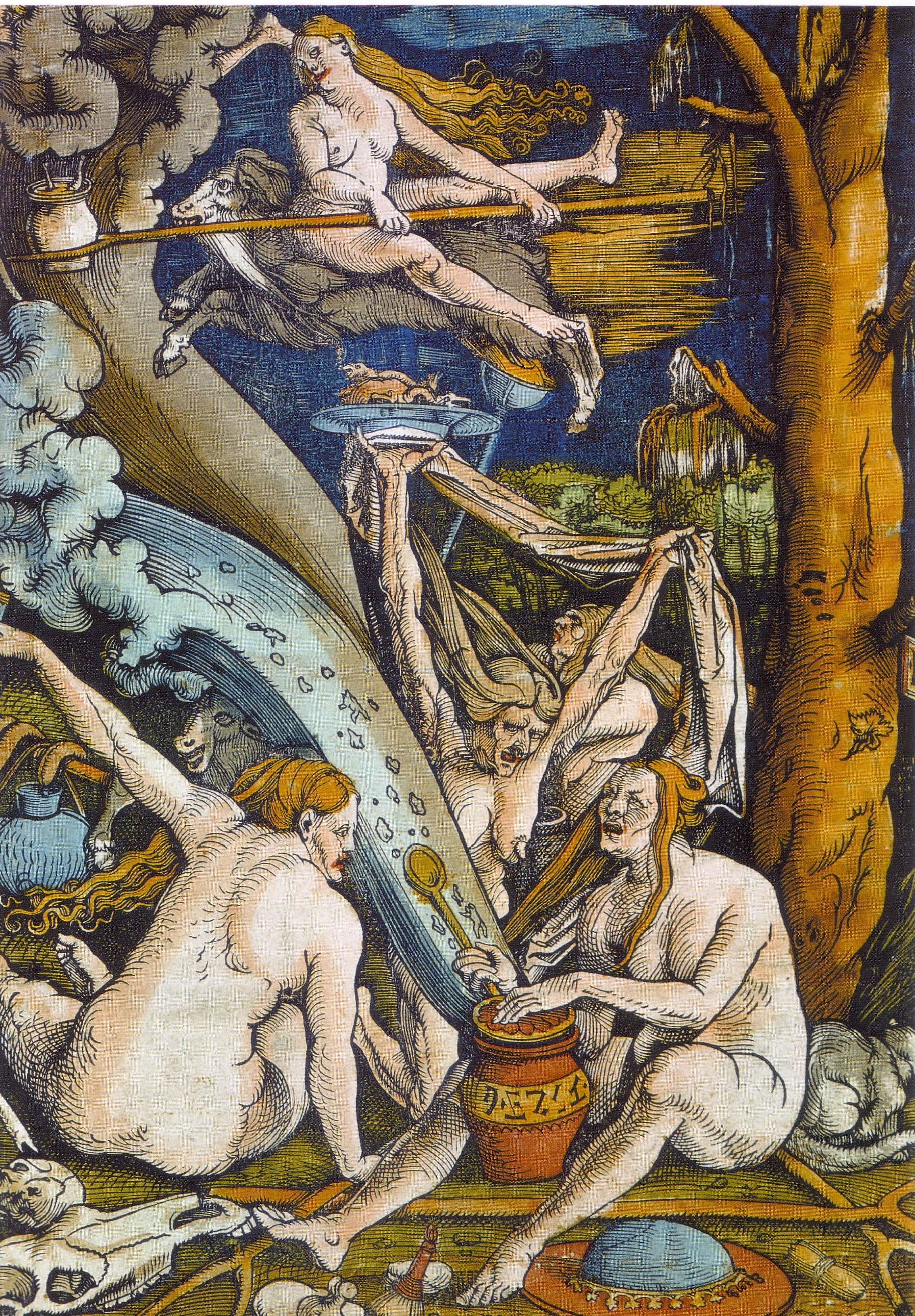
Sorcières, gravure sur bois de Hans Baldung.

Dès les premiers chapitres du roman, Penrose fait allusion à cette sorcière qui suit Erzsébet depuis sa naissance, cette idée que la magie est en elle par le fait qu’elle soit née dans certaines circonstances et comment cela affecte ses moindres faits et gestes, sans oublier ses motivations de rester jeune et son obsession pour la beauté. Et pourtant, l’image de la sorcière dans la littérature est très fréquente, beaucoup plus que celle des hommes. Il y a quelque chose chez la femme qui fait en sorte qu’elle a quelque chose de liée à la sorcellerie. Dans La Comtesse sanglante, la sorcière n’a rien de positif et selon Hélène Hotton, ce n’est pas une coïncidence. Selon elle, « la femme est plus crédule, plus méchante, plus orgueilleuse, plus volage, plus jalouse, bref elle est naturellement sorcière. » Elle ajoute plus loin dans cette entrevue que « une sorcière terrifiante qui cumule tous les traits de l’ennemi absolu. » Ce qui expliquerait pourquoi Penrose a décidé de prendre la sorcière au féminin pour dépeindre cette figure mythique et la magie dans son roman, magie qui fait partie de la vie d’Erzsébet et qui la mène éventuellement jusqu'à la folie et son propre procès.
De plus, quand on parle de la figure de la sorcière dans la littérature, il est important de voir la portion historique de la chose. On relate que les épisodes de persécution des sorcières au Moyen Âge ont officiellement pris fin vers le XVIIe siècle. Cette période coïncide dans les dates de l'époque de la véritable Élisabeth Báthory. Cette coïncidence pourrait être interpréter comme un événement clé, étant donné que la chasse aux sorcières continuait à travers l'Europe. D'ailleurs, Penrose l'évoque au début de son cinquième chapitre dès le début en évoquant ce fait historique sur ce qui se passait en Angleterre « sous les ordres de Jacques Ier, les sorcières commençaient à être persécutées ».

##### La figure du vampire au féminin

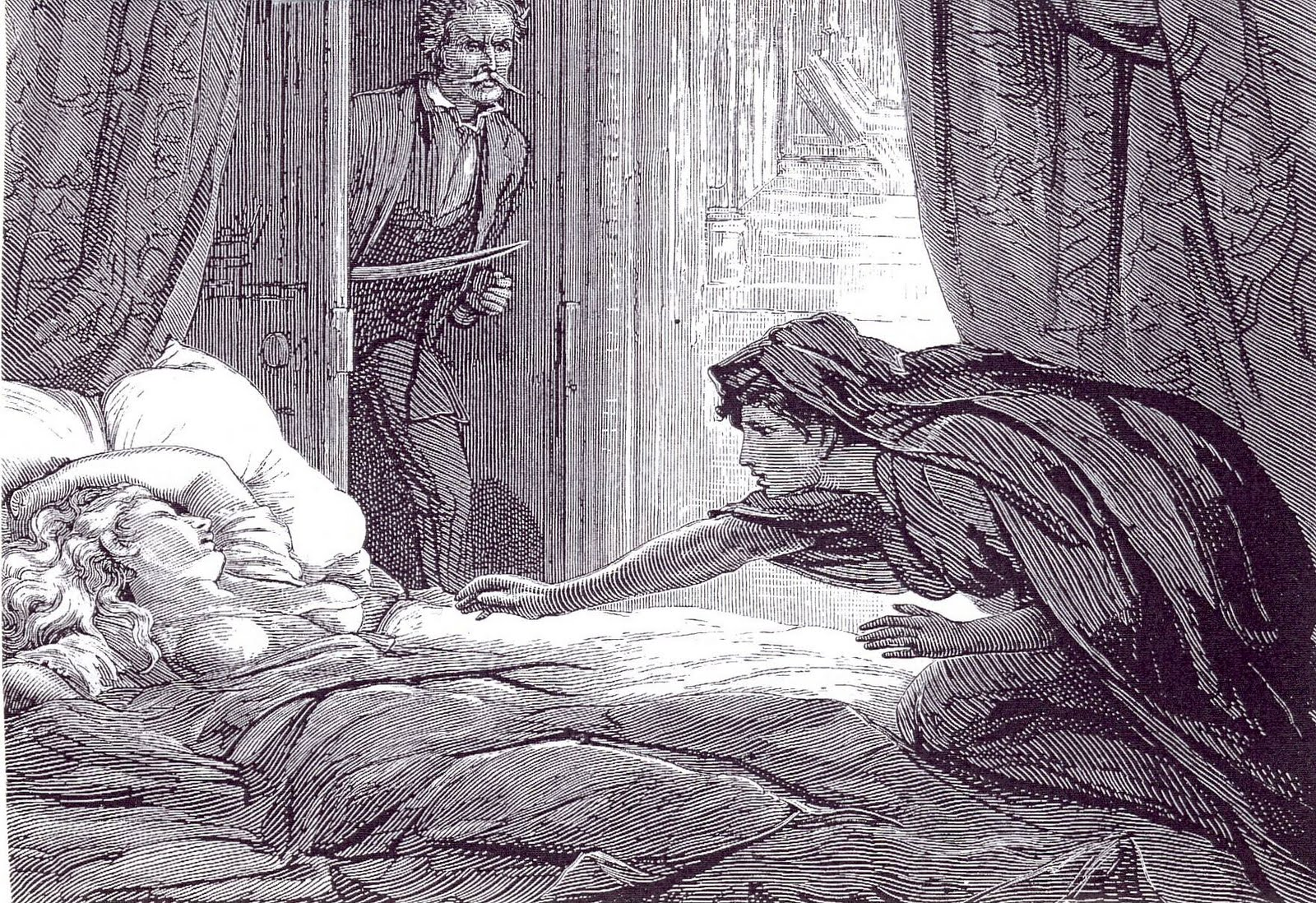
Carmilla, illustration de David Henry Friston.

Tout comme la figure de la sorcière, la figure du vampire est davantage attribuée à Erzsébet, surtout pour ses origines Transylvaniennes et son apparence physique, décrits dans les premières pages du roman. Penrose met l'accent sur cette figure et ses origines en décrivant tout au long du roman des scènes de vampirisme avec ses crimes et le sang, en général, dans les crimes que la comtesse commet. Selon Persson, « les vampires montrent une face fascinante du mal et de l’éternité, dans une dialectique entre l’amour et la mort. » Il est intéressant de voir que c'est exactement le cas pour Erzsébet dans La Comtesse sanglante, puisqu'elle est obsédée par le mal pour rester plus jeune et cette idée d'éternité à rester dans une sorte de jeunesse et pour vivre plus longtemps. Ce qui est intéressant, c'est que Persson mentionne également dans son article Dracula, pour la figure masculine du vampire que l'on peut s'imaginer, mais elle met à côté le nom de la comtesse, Erzebeth Bathory, comme elle l'épelle. Elle va même plus loin en comparant ces deux figures pour remplacer la figure de Satan, qui représente évidemment le mal, comme la comtesse fait de nombreuses victimes.
Comme il a été mentionné dans la section précédente, si l'Europe était déjà aux prises avec les chasses à la sorcière, la créature mythique du vampire n'a pas été laissée de côté. En effet, l'Europe de l'Est semble particulièrement être le siège des vampires, il n'est donc pas étonnant que Penrose ait fait allusion à cette figure imaginaire pour décrire la protagoniste de son œuvre. Dans le chapitre 5 de La Comtesse sanglante, Penrose décrit des scènes particulièrement sanglantes de la manière dont Erzsébet se débarrasse de ses victimes. Elle écrit par exemple : « seul n’avait plus compté pour elle que le sang des autres que, [...] elle-même regardait couler. »

#### L'appel de la forêt
Dans La Comtesse sanglante, Valentine Penrose peint un monde, celui d'Erzsébet Bathòry, riche en créatures animales, surtout en animaux nocturnes. Le lecteur est ainsi immédiatement basculé dans un univers dominé par cet appel de la forêt, où l’atmosphère qui s'installe est fortement ésotérique. La forêt dont « est éprise » la comtesse et qu’elle traverse à cheval nuits et matins symbolise la dévoration (« la grande forêt dévoreuse »), comme si l’entrée quotidienne de la comtesse dans cet univers dévorait toute humanité qu’elle aurait voulu avoir en elle. Parmi les animaux qui survolent l’ouvrage, nous comptons l’aigle et le serpent qui sont pourtant dans une opposition. L’aigle, « oiseau solaire », est « ennemi des serpents » voire « destructeur des serpents ». La dualité de l’aigle et du serpent est emblème d’une dualité essentielle, celle « du Ciel et de la Terre » et c’est ainsi que s’installe un univers qui fait confronter les contraires. Cet espace antithétique s’étend jusqu’à la flore ; les bouquets de « lis » volés à la nature qui ornent la chambre d'Erzsébet sont « symbole de la réalisation des possibilités antithétiques de l’être. » Le fait que ces lis soient violets est encore plus intrigant ; le violet est «la gueule qui avale et éteint la lumière», qui, « sur l’horizon du cercle vital, se situe à l’opposé du vert » qui, lui, est symbole du renouvellement et de la vie. Par conséquent, les lis violets qu’adorent Erzsébet ne sont qu’annonciateurs de sa mort imminente, voire de son «passage automatique de la vie à la mort. » De même, le hibou est un messager de la mort et son hululement dans la nuit annonce la fin fatale de la comtesse. Le « chat noir », symbole dans la tradition de « l’obscurité et la mort » et le « chien », gardien ou maître des Enfers selon la tradition grecque, préparent une descente prochaine dans le monde souterrain et obscur qu’est le royaume des morts. Dès lors, la faune et la flore participent de la création d’un univers mystérieux, fantastique, voire macabre et suscitent Das Unheimliche, cette « inquiétante étrangeté » chez le lecteur étranger à cet univers. Nous remarquons également dans cette œuvre une atmosphère de clair-obscur qui renforce l’ésotérisme: d’une part, les manifestations de l’élément feu (eaux chaudes, brûlure des victimes avec le feu, etc.) et d’autre part la froideur que nous relevons dans les descriptions des paysages aériens (la neige et le vent). Le feu est un principe naturel qui peut à la fois réchauffer et détruire, qui nous fascine dans cette contradiction et ainsi nous sommes tous atteints par le complexe d’Empédocle. Toutefois, chez Penrose, le feu est définitivement destructeur parce que toute chance de chaleur est glacée par l’air hostile et froid qui se faufile dans l’âme des protagonistes et du lecteur. Le vent soufflant dans les pages de ce texte est mû par une violence qui trouble les éléments naturels et qui « fait trembler l’homme rêvant », le lecteur ; la tempête est « la force première » qui suscite l’effroi du lecteur. C’est dans un rapport de supériorité constant que se situent le feu et l’air froid, dressant ainsi un tableau de clair-obscur, aussi sinistre que l’appel fatal de la forêt dévoratrice.

### Figures et visages d'Erzsébet

#### Une figure inhumaine
Tout au long de l'œuvre, la comtesse Erzsébet commet des actes de violence qui vont à l’encontre des valeurs et des normes de la société hongroise traditionnelle ou de toute société saine. Nous avons tendance à qualifier des crimes pareils d’actes de subversion ; mais les meurtres et tortures exercés par la comtesse sanglante sont plutôt des actes de transgression. Effectivement, « la transgression n’oppose rien à rien, ne fait rien glisser dans le jeu de la dérision, ne cherche pas à ébranler la solidité des fondements ». C’est que la comtesse ne commet pas ces tortures et meurtres en cherchant à se révolter ou à s’opposer au système mis en place ; il s’agit plutôt d’un dépassement des normes et d’une soumission aux tendances pulsionnelles sadiques qui résident au plus profond d’elle. Le fait que la comtesse ne reconnait pas et nie la présence d`une divinité supérieure (« Mais chez Erzsébet le Dieu, ou la Déesse, était absent. ») permet d’éliminer tout obstacle ou limite qu’elle pourrait rencontrer dans l’exercice de son sadisme lesbien. Elle possède donc un orgueil démesuré, cet hybris qui est le propre des dieux, et nous comprenons ainsi qu’elle se prend elle-même pour une divinité. En conséquence, la comtesse n’éprouve point de remords quant aux actes sacrificiels dont elle est coupable : « Elle [Erzsébet] ne fit aucune grandiose démonstration de repentir, ne demanda jamais ni grâce, ni mort » et elle « mourut dans le seul faste d’elle-même […] et cette race folle, cruelle et amoureuse, elle l’emporta intacte dans ses mains, comme un caillou non lavé de repentir ; et avec elle, elle sombra. » Le roi de France toutefois, Gilles de Rais, se repentit de ses crimes avant d'être condamné à mort et son « repentir rendit Gilles de Rais aux hommes. » Ce dernier est donc une figure de subversion, ses crimes sont des actes de rébellion vis-à-vis du système social établi et son souvenir serait celui d’un mauvais meurtrier. Néanmoins, la comtesse sanglante s’inscrit dans l’histoire comme figure transgressive et amorale, une inhumaine ou une créature au-delà de l’humanité. Dans l’univers que se crée la comtesse, accessible qu’aux créatures de son espèce, toute limite s’efface sur son passage et c’est ce qui pousse Penrose à finalement déclarer : « Mais pour elle, qui n’avait jamais réellement été elle-même, de quoi se serait-elle repentie, elle le néant du repentir ? »

#### Une figure monstrueuse

Représentation d'une « Vierge de fer ».

Erzsébet Bathòry est représentée par Valentine Penrose comme une figure monstrueuse d’emblée de par le titre de son ouvrage La Comtesse sanglante. Dans son étymologie, le mot 'monstre' désigne ce que l’on montre du doigt parce qu’il suscite soit une terreur, soit une admiration. Erzsébet est donc une figure monstrueuse parce qu’elle suscite la fascination de son peuple et de ses sujets : « Il y avait toujours un grand remous dans la foule des invités à l'annonce de l'arrivée d'Erzsébet Bathòry, car son apparition faisait sensation […] tout en elle intriguait et inquiétait. » Cette fascination initiale se transforme progressivement en une horreur (« cercle d`horreur ». D’ailleurs, le fait qu'Erzsébet soit une femme de transgression fait d’elle, par association, un monstre, parce que tout monstre se situe tellement à l’écart de la norme que cette frontière n’en est plus une... elle s’efface.
Dans le chapitre 9, Penrose introduit un nouvel outil indispensable à Erzsébet, une machine de torture : la « vierge de fer » qu’elle commande à un serrurier allemand qui participe de la monstruosité. Le mécanisme qu’est cette « vierge de fer » rappelle également la machine « mécanique » que Victor Frankenstein, protagoniste de Frankenstein de Mary Shelley, a mise en place afin de pouvoir façonner une créature. La machine conçue par Victor donne en réalité naissance à un monstre (« […] j’aperçus le […] monstre que j’avais créé »), et cette « vierge de fer » donne aussi naissance à un monstre qui est Erzsébet. La différence est que la comtesse remplit les deux rôles à fois : elle est Victor Frankenstein, la créatrice du monstre (« l’idée lui vint […] de posséder une semblable créature […] implacable machine. ») et le monstre lui-même. L'obtention de cette « vierge de fer » devient le moment charnière qui fait basculer la comtesse sur le chemin de non-retour.

#### Une figure mythique

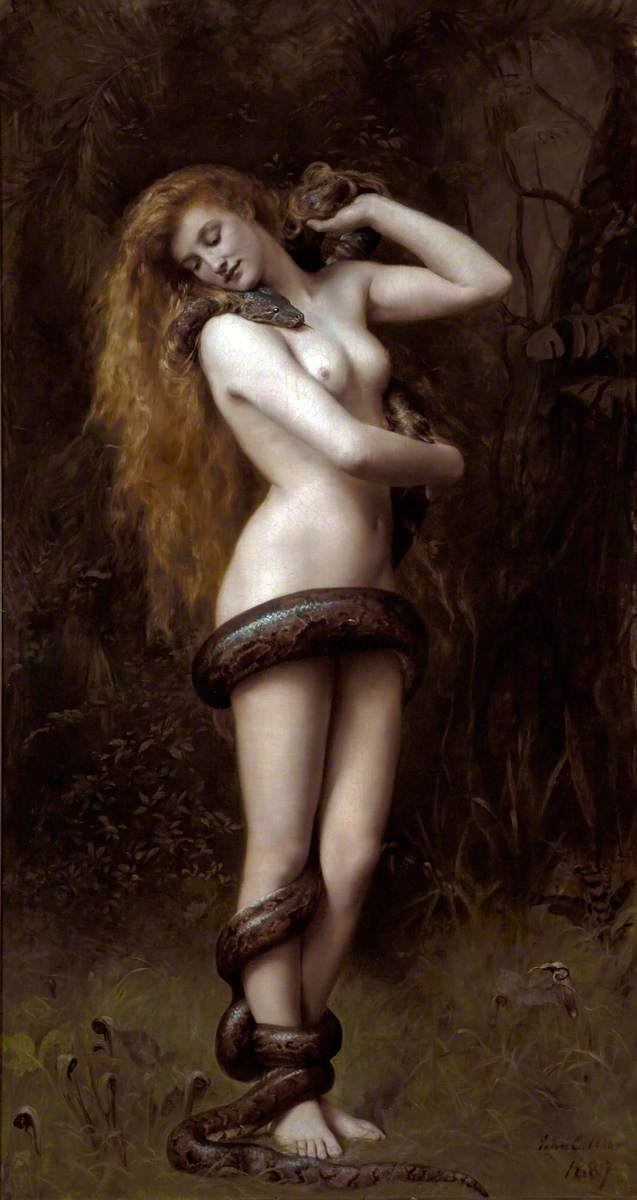
Lilith (1892), par John Collier.

Pour terminer, nous nous attardons sur la figure mythique d'Erzsébet. Nous la comparons d'emblée à Lilith, personnage féminin mentionné dans la Bible, le Talmud, l’alphabet de Ben Sira et la Kabbale, entre autres. Le mot « Lilith » trouve son étymologie dans l’hébreu : ‘layil’ qui signifie nuit et nous devinons ainsi le lien entre cette créature mythique et la comtesse qui pratique certaines de ses tortures et concocte des maléfices dans le secret de la nuit obscure : « Dans l’âcre fumée des herbes qui enivre et produit la transe s’ouvre le royaume de la nuit, de la grande nuit, la nuit du temps, la nuit qui a tout ensorcelé. » Les symboles animaux que nous retrouvons dans l’œuvre (l’aigle, le lion, le serpent, le cheval, les loups, etc.) qui jouent un rôle dans l’histoire de la comtesse sont également des signes représentatifs de Lilith.
Parmi les descendantes de Lilith, nous comptons Mélusine. Cette créature mi-femme mi-serpent refusait de se montrer à son époux quand elle prenait un bain parce qu’elle retournait ainsi à son origine de femme-serpent. Cette problématique liée au bain évoque les bains omniprésents dans La Comtesse sanglante ; Penrose décrit dans plusieurs passages de son œuvre Erzsébet qui prend des bains dans « les eaux et les boues chaudes » et qui se baigne dans le sang de ses victimes (« bains de sang […] de simples filles de la campagne. ») Tout comme Mélusine qui, dans ses bains du samedi, retourne à sa réelle origine de mi-femme mi-serpent, les bains que prend Erzsébet sont un instant pour elle de laisser éclore sa réelle nature pulsionnelle qu’elle dissimule généralement dans le monde du commun des mortels. Une fois qu’elle est prise en flagrant délit, Mélusine est contrainte à son état de femme-dragon pour l’éternité. C’est aussi le cas de la comtesse Bathòry ; une fois que ses pratiques cachées sont découvertes, dont les bains de sang, elle est condamnée à ce statut de monstruosité éternelle face à tout le public de l’époque.

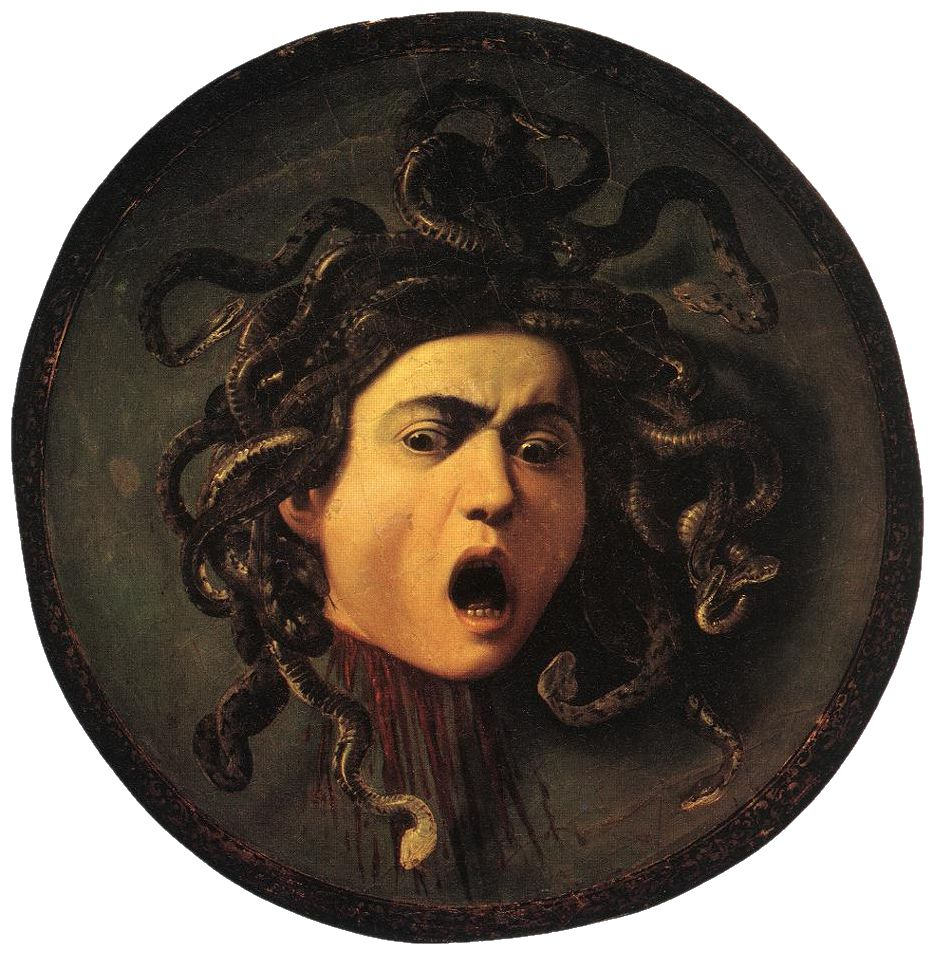
Méduse par Le Caravage, galerie des Offices, vers 1600.

Finalement, nous observons le lien entre Erzsébet et la Méduse, créature ‘gorgonesque’ de la mythologie grecque. Ces deux créatures féminines fatales partagent de nombreuses caractéristiques. D’emblée, toutes les deux éveillent chez ceux qui les observent de la fascination mêlée à de la crainte. Cet effet qu’opère la Gorgone sur ceux qui la rencontrent se manifeste comme une impossibilité de « détourner son regard de la Puissance » qu’elle exerce et qu’elle représente. De même, Erzsébet « intriguait et inquiétait. » Toutefois, c’est la beauté pâle et pure d'Erzsébet qui opère cet effet fascinant alors que pour Méduse, c’est sa laideur qui fascine vu que sa tête est décorée de reptiles, ou de « couleuvres. » Cette figure du serpent est omniprésente par ailleurs tout au long de la narration de Penrose, par exemple, parmi ses amulettes, la comtesse possédait « une de ces langues de serpent à la couleur gris-perle verdâtre. » Méduse transforme en pierre ceux qui croisent son regard et, similairement, le pouvoir sorcier d'Erzsébet est puisé des pierres précieuses, l’élément crucial à ses exercices de sorcellerie avec Darvulia et Majorova. « Il était tant de pierres » dont « la croix de cerf », « la pierre de croix », le « borax » ou même « un cristal. » C’est de ces minéraux que la comtesse se fortifie face au monde extérieur voyeur et, de même, tout le pouvoir de Méduse demeure dans sa capacité à faire figer en pierre ceux qui osent croiser son regard. Dès lors, tout le problème de ces deux femmes se situe au niveau du regard et plus encore, au niveau du miroir, celui qui tue Méduse et celui en « forme de bretzel » d'Erzsébet, et leur connotation est fortement narcissique. Ce regard, dans sa présence pour l’une (Méduse) et son absence pour l’autre (Erzsébet), conduit à la perte fatale de chacune de ces créatures féminines.

## Genre littéraire auquel est associé le roman
Le roman de Valentine Penrose, La Comtesse sanglante, est son seul ouvrage sous la forme d’un long texte en prose. « L’autrice étant principalement connue comme poète et plasticienne surréaliste », ce roman nous offre une forme et un contenu bien différent des habitudes de l’autrice. Effectivement, malgré l’appartenance de Penrose au surréalisme, La Comtesse sanglante ne s’inscrit pas, ou très peu, dans le mouvement. « Le genre du roman est d’ailleurs quelque peu mitigé, oscillant entre le récit historique et la biographie romancée ». « Durant la période d’après-guerre, la biographie, qui était auparavant principalement historique et écrite par des historiens, se dirige vers une forme plus près du roman. C’est à cette période que le terme biographie romancée prend place, catégorie qui deviendra par la suite prédominante dans le milieu littéraire ». La Comtesse sanglante s’inscrit parfaitement dans cette catégorie du genre biographique. Son rapport au réel étant trop discutable pour être classifier en tant que biographie historique. Effectivement, une particularité, et parfois une polémique, du genre biographique est « la tension qui se joue entre fiction et vérité ». Cette caractéristique est particulièrement significative dans le cas de La Comtesse sanglante, puisque la véracité des faits est constamment remise en question. Effectivement, le roman contient de nombreuses informations sur la vie et les crimes d’Erzsébet Báthory qui font douter les historiens. Il est donc difficile d’attribuer le genre du récit historique à cette œuvre, considérant également le fait que le récit n’est pas appuyé par des sources de façon assidue. De plus, l’aspect très littéraire et poétique ne fait qu’ancrer davantage ce texte dans la fiction, « alors que le registre évoque celui du conte de fées et du roman d’aventures. On percevra ailleurs des relents de fantastique, non pas à la manière des histoires de vampires (catégorie à laquelle le livre de Penrose n’appartient pas au sens littéral), mais dans l’esprit et le ton de la littérature gothique ». Même si le roman est principalement du côté de la biographie romancée, une volonté de se ranger du côté du récit historique y est présente. Ou plutôt, une volonté de créer une illusion de récit historique. Le texte se conclut sur un extrait du procès de la Comtesse, une archive qui a pour fonction, comme dans le genre du documentaire, de solidifier les faits qui nous ont été présentés. Il va donc sans dire que La Comtesse sanglante de Valentine Penrose est un roman hybride, à la fois fictif, biographique et historique. L’hybridité du l’œuvre met de l’avant la singularité de l’écrivaine, alors qu’elle « résiste et dépasse les conventions du genre, s’élevant au-dessus de celles-ci ». Ce refus des conventions est perceptible non seulement grâce au genre ambigu de l’œuvre, mais aussi par l’approche de Penrose vis-à-vis son sujet.

## Accueil critique
L’accueil de La comtesse sanglante de Valentine Penrose est mitigé, l’historien Raymond T.McNally affirme à propos de l’œuvre qu’il s’agit « d’un récit romancé sans preuves historiques concrètes ». Ce discours est très récurrent chez les historiens, alors que le caractère historique du roman est plusieurs fois remis en question. « Le roman de Penrose témoigne davantage d’une fascination pour le personnage d’Erzsébet Báthory » que d’une volonté de reconstituer son histoire. Plus précisément, son œuvre témoigne d’une « interprétation personnelle » de l’histoire de la comtesse, une approche qui peut poser problème dans le cadre d’un récit se voulant historique. Ce doute quant à la véracité des faits historiques ne vient pas pour autant réduire l’appréciation du roman dans le milieu littéraire. Son œuvre, qualifiée de « lyrisme gothique », se démarque par son « écriture poétique et sa capacité à instaurer une atmosphère tout à fait inquiétante et mystérieuse ». « Penrose réussit à dresser un portrait documenté, poétique et inquiétant. Tout en prenant soin de conserver une part de mystère ». Mais surtout, « au cœur de la démarche de Penrose on observe cette volonté de discerner, sur le plan psychologique, quel individu – quelle femme – a été la Comtesse sanglante ».
De plus, le roman de Penrose est apprécié pour « sa dimension féministe et sa résistance aux conventions du milieu littéraire ». Effectivement, « Humphreys voit dans ce texte une réponse féministe au débat social sur la transgression, sur la domination masculine dans le monde artistique et intellectuel ». Le féminisme s’illustre de plusieurs façons dans l’œuvre, comme par « la représentation d’un modèle féminin se devant de surpasser en termes de cruauté tout personnages historiques masculins. Cette volonté d’élever Erzsébet Báthory au-dessus des autres vilains, historiques ou littéraires, se manifeste surtout par les nombreuses comparaisons avec le célèbre tueur Gille de Rais. ». « L’intégration de sujets controversés, dans le contexte de l’époque, comme le lesbianisme, le travestisme, la folie et la sorcellerie vient également affirmer la nature transgressive et féministe de l’œuvre ». Ont perçoit chez l’autrice une volonté de résister aux conventions et d’innover, l’engageant peut-être malgré elle dans cette approche féministe. Avec La Comtesse sanglante, Valentine Penrose réussit parfaitement à instaurer une « ambiance macabre et sanglante dont tout le récit est empreint » , « un récit hors-norme mais à l’image de la criminelle hongroise en question ».

### Source primaire
- Valentine Penrose, Erzsébet Báthory la Comtesse sanglante, récit, Paris, Mercure de France, Paris, 1962 ; réédition Paris, Gallimard en 1984. Traduit en Angleterre en 1970 sous le titre The Bloody Countess. Réédition : Valentine Penrose, La Comtesse sanglante, Paris, Gallimard, coll. « L'imaginaire », 2011 (ISBN 978-2-07-070121-6).